# BAP Río Nepeña (PM-211)
El BAP Río Nepeña (PM-211) es el octavo patrullero PGCP-50 en construcción por el astillero SIMA para la Marina de Guerra del Perú. Fue botado el 13 de enero de 2025.

## Construcción
La unidad pertenece a la clase PGCP-50, construida por SIMA, con diez unidades encargadas por la Armada para la vigilancia y control del espacio marítimo. Fue colocada la quilla el 27 de noviembre de 2023 y fue botada en el astillero de Chimbote el 13 de enero de 2025 junto a su gemelo el futuro patrullero BAP Río Huarmey (PM-210).